# 霞石閃長岩

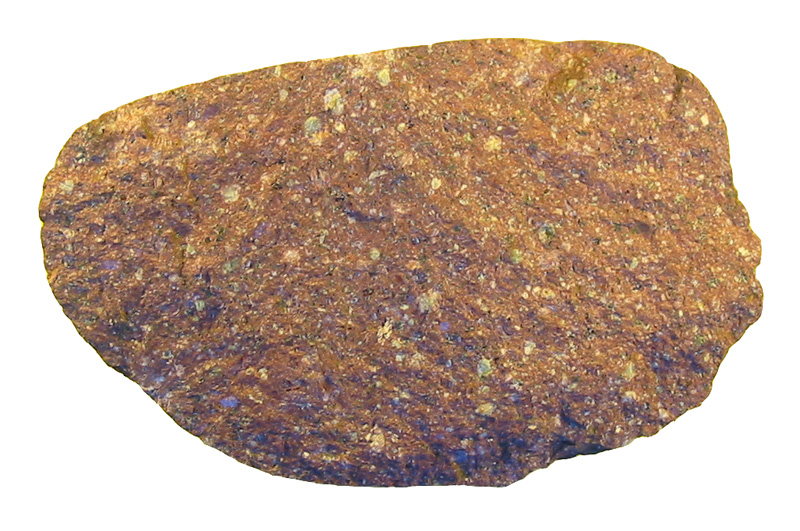
霞石閃長岩

霞石閃長岩（かすみいしせんちょうがん、Nepheline syenite、ネフェリン閃長岩）は、霞石（ネフェリン）を含む準長石閃長岩。石英を含まないアルカリ深成岩の一種で、アルカリ火山岩の響岩（霞石響岩）に対応する。石英を含む閃長岩とは分類が異なる。
霞石、アルカリ長石、有色鉱物などからなる。
大陸分裂時の後期に特徴的に出現するマグマである。カナダのオンタリオ州ではガラス原料として採掘されているが、これは霞石閃長片麻岩である。